# کژگزینی
کژگزینی یا انتخاب نامساعد، ضد انتخاب یا انتخاب منفی (به انگلیسی: Adverse selection) اصطلاحی است که در اقتصاد، صنعت بیمه، آمار و مدیریت ریسک کاربرد دارد. این اصطلاح به فرایند بازاری اشاره می‌کند که در آن، بر اثر نامتقارن بودن اطلاعات (دسترسی به اطلاعات متفاوت) بین فروشنده و خریدار، نتایج اشتباه و نادرستی در بازار به وجود می‌آید. در این حالت احتمال انتخاب محصولات یا مشتریان بد بیشتر است. به عنوان مثال، وقتی بانک برای انجام کارهای بانکی، یک قیمت را برای تمام مشتریان تعیین می‌کند، احتمال اینکه مشتریانی که حجم فعالیت بیشتری دارند (سودآوری کمتری دارند)، قیمت را بپذیرند، بیشتر است. علت این امر به دلیل ناقص بودن اطلاعات بانک از نوع مشتریان و تعیین قیمت‌های متفاوت است. اقتصاددان آمریکایی و برنده جایزه نوبل اقتصاد، جرج اکرلوف برای اولین بار به مسئله کژگزینی در مقاله خود دربارهٔ بازار خودروهای دست‌دوم در سال ۱۹۷۰ اشاره کرد که در آن از ناتوانی معامله گران در تفاوت قائل شدن در کیفیت محصولات، به وجود می‌آید.
اصطلاح «کژگزینی» معمولاً همراه با اصطلاح بازار با اطلاعات نامتقارن به کار برده می‌شود. در ادامه به بحث در مورد اصطلاح بازار با اطلاعات نامتقارن و همچنین دو بازار ماشین دست دوم و بیمه، که در آن‌ها امکان به وجود آمدن کژگزینی بسیار رایج است، پرداخته می‌شود. در آخر لازم است ذکر شود که دو راه برای مدل کردن مسئله کژگزینی، بازی‌های سیگنالینگ و بازی‌های غربال‌گری است.

## بازار با اطلاعات نامتقارن
در علم اقتصاد و نظریه قرارداد، عدم تقارن اطلاعات (به انگلیسی: Information Asymmetry) به بررسی معاملاتی که در آن یک طرف معامله اطلاعات بیشتر یا بهتری از طرف دیگر دارد می‌پردازد. این پدیده وقتی رخ می‌دهد که معامله‌گر، در یک طرف بازار، به اطلاعاتی دسترسی دارد که معامله‌گر در طرف دیگر بازار، به آن دسترسی نداشته باشد. عدم تقارن اطلاعاتی باعث ایجاد یک نوع عدم توازن قدرت در معاملات می‌شود که گاهی اوقات می‌تواند باعث خراب شدن معاملات، یا در بدترین حالت به شکست بازار بینجامد. یکی از اثرات جانی عدم تقارن اطلاعاتی در بازار به پدیده کژگزینی می‌توان اشاره کرد. در سال ۲۰۰۱ فرهنگستان پادشاهی علوم سوئد جایزه نوبل اقتصاد را به صورت مشترک به جرج اکرلوف و مایکل اسپنس و جوزف استیگلیتز برای «تجزیه و تحلیل بازار با اطلاعات نامتقارن» اهدا کرد.

## بازار ماشین دست دوم
بازار ماشین‌های دسته دوم یکی از مثال‌های اولیه و اصلی برای بیان اثر اطلاعات نامتقارن در معاملات روزمره است. جرج اکرلوف این مثال را با عنوان «بازار لیموها» (به انگلیسی: The Market for Lemons) در سال ۱۹۷۰ در مقاله مشهور خود ارائه کرد. (در اینجا لیمو اشاره به ماشین‌های دست دوم بد کیفیت و در مقابل هلو اشاره به ماشین‌ها دست دوم با کیفیت دارد). هنگام معامله در این بازار، فروشنده اطلاعاتی از ماشین دارد که خریدار به آن اطلاعات دسترسی ندارد. برای مثال فروشنده از این امر آگاه است که ماشین لیمو است یا هلو؛ بنابراین فروشنده در بازار نسبت به خریداران مزیت نسبی دارد. اگر خریداران به این اطلاعات دسترسی داشته باشند، قیمت پایین‌تری را به صاحبان ماشین‌های با کیفیت پایین (لیموها) پیشنهاد می‌دهند. به همین دلیل فروشندگان تمایلی به آشکار ساختن این اطلاعات ندارند. در نتیجه بازار با اطلاعات نامتقارن رخ می‌دهد و در پی آن خریدار با کژگزینی روبه‌رو می‌شود.
برای مثال فرض کنید، هلوها برای خریدار ۱۰۰۰ دلار ارزش داشته باشد و برای فروشنده کمی کمتر. همچنین ماشین‌های خراب، لیموها، برای خریدار ۵۰۰ دلار ارزش داشته باشند (و به همین صورت برای فروشنده کمی کمتر). اگر خریدار می‌توانست تفاوت بین لیمو و هلو را تشخیص دهد، بازار خرید و فروش هر دو رونق می‌گرفت. اما در واقعیت خریدار به سختی می‌تواند این تفاوت را تشخیص دهد: خرابی موتوری که قید نشده، کیلومترشماری که دستکاری شده، ماشین تصادفی‌ای که صافکاری شده.
برای اینکه ریسک لیمو بودن ماشین جبران شود، خریدار قیمت پیشنهادی خود را کاهش می‌دهد، مثلاً ۷۵۰ دلار برای ماشینی که احتمال لیمو یا هلو بودن آن یکسان است. اما فروشنده‌هایی که اطمینان دارند که هلو دارند چنین پیشنهادی را رد می‌کنند. در نتیجه، خریدار با کژگزینی مواجه می‌شود: تنها فروشندگانی حاضر به معامله با ۷۵۰ دلار می‌شوند که در حال فروش لیمو هستند.
خریداران باهوش این مشکل را پیش‌بینی می‌کنند و از آنجایی که می‌دانند فقط لیمو نصیبشان خواهد شد، فقط ۵۰۰ دلار پیشنهاد می‌دهند. پس فروشنده‌های لیمو نیز همان قدر پول در می‌آورند که وقتی هیچ ابهامی در کار نبود. اما هلوها در گاراژ خاک خواهند خورد که خود یک تراژدی است: خریدارانی هستند که با کمال میل حاضرند قیمت هلو را بدهند، فقط اگر می‌توانستند از کیفیت ماشین مطمئن شوند. این «عدم تقارن اطلاعاتی» بین خریدار و فروشنده باعث شکست بازار می‌شود.

## بازار بیمه
بیشترین کاربرد اصطلاح کژگزینی در بازار بیمه است. کژگزینی شرایطی را توصیف می‌کند که در آن تقاضای فردی برای بیمه کردن (تمایل به خرید بیمه یا مقدار خریداری شده یا هر دو) رابطه مثبتی با احتمال مرگ یا مریضی فرد دارد (فردی که احتمال مرگ یا مریضی او بیشتر است، تمایل بیشتری به بیمه کردن خود دارد) و از طرف دیگر، بیمه گر قادر نیست این رابطه مثبت را در قیمت بیمه خود اعمال کند. این شرایط به دو دلیل اتفاق می‌افتد؛
1. اطلاعات شخصی که تنها خود فرد از آن اطلاع دارد (اطلاعات نامتقارن).
2. مقررات و هنجارهای اجتماعی است که بیمه گر را از استفاده از انواع خاصی از اطلاعات، برای تعیین قیمت بیمه ممنوع کرده‌است. به عنوان مثال، بیمه‌گر از استفاده از اطلاعاتی مانند جنسیت، نژاد قومی و نتایج آزمایش‌های ژنتیک ممنوع است. (این سناریو در برخی موارد به عنوان کژگزینی مقرراتی شناخته می‌شود).[۶]

برای توصیف اصطلاح «کژگزینی» می‌توان به رابطه بین وضعیت استعمال دخانیات افراد و عمر آن‌ها اشاره کرد. به‌طور متوسط افراد غیر سیگاری عمر بیشتری نسبت به افراد سیگاری دارند. اگر بیمه‌گر برای بیمه عمر، قیمت‌های مختلفی بر اساس وضعیت استعمال دخانیات اعمال نکند، بیمه عمر برای افراد سیگاری مناسب‌تر و سودمندتر است؛ بنابراین افراد سیگاری تمایل بیشتری به خرید بیمه عمر نسبت به افراد غیر سیگاری دارند؛ بنابراین، متوسط نرخ مرگ و میر گروه‌هایی که بیمه عمر را خریداری می‌کنند، از متوسط نرخ مرگ و میر جمعیت عمومی جامعه بیشتر است. در نتیجه، از دید بیمه‌گر، نرخ بالاتر مرگ و میر افرادی که بیمه عمر را برمی‌گزینند، معکوس (کژ) است. پس پدیده کژگزینی اتفاق می‌افتد. در این راستا، بیمه‌گر نیز تمایل به افزایش قیمت بیمه خود دارد. با افزایش قیمت بیمه، افراد غیرسیگاری، تمایل کمتری به خرید بیمه عمر در این قیمت دارند. کاهش خرید بیمه عمر توسط افراد غیر سیگاری از دید بیمه‌گر نیز معکوس (کژ) است. در برخی موارد از دیدگاه سیاست‌های عمومی کشور نیز معکوس است.
افزایش قیمت بیمه به دلیل کژگزینی منجر به این می‌شود که افرادی که احتمال مرگ یا مریضی برای آن‌ها کمتر است، خود را بیمه نکنند یا بیمه عمر خود را تمدید نکنند. این کاهش تقاضا، منجر به افزایش قیمت بیمه عمر می‌شود و مجدداً برخی از افرادی که احتمال مرگ یا مریضی برای آن‌ها از حالت قبل کمی بیشتر است، نیز خود را بیمه نکنند. در نهایت این سیکل یا مارپیچ کژگزینی منجر به شکست بازار بیمه عمر می‌شود. به‌طور کلی اعمال نرخ پایه یا یک نرخ متوسط برای همه بیمه‌شدگان موجب کژگزینی می‌شود.
یکی از روش‌های مقابله با کژگزینی، غربالگری است که در بازارهای مختلف به اشکال گوناگون شکل می‌گیرد. برای مقابله با اثرات کژگزینی در صنعت بیمه، بیمه‌گر (تاحدی که قوانین اجازه دهد)، از افرادی که قصد بیمه کردن خود را دارند سئوالاتی می‌پرسد یا گزارش‌ها درمانی مختلف را از آن‌ها درخواست می‌کند و بر اساس این اطلاعات به دست آمده، قیمت پیشنهادی برای بیمه، می‌تواند متفاوت باشد و با این کار ریسک‌های بالای غیرقابل پیش‌بینی حذف می‌شود. این فرایند کسب اطلاعات شخصی و انتخاب میزان ریسک به عنوان Underwriting (تعهد) شناخته می‌شود در بسیاری از کشورها، قوانین بیمه، شامل یک اصول اخلاقی محکم است که افرادی که قصد بیمه کردن خود را دارند ملزم می‌کند که به تمام سؤال‌های مورد نیاز بیمه‌گر به صورت کامل و صادقانه پاسخ دهند و در غیر این صورت، بیمه‌گر از پرداخت هرگونه مطالباتی که از طرف بیمه شونده می‌شود امتناع می‌کند.
یکی از دلایلی که موجب می‌شود کژگزینی در واقعیت کمتر اتفاق بیفتد این است که سئوالاتی که بیمه‌گر از بیمه‌شونده می‌پرسد و اطلاعاتی که به آن دست می‌یابند تا حد زیادی مؤثر است. یکی از دلایل دیگر مربوط به رابطه منفی بین شرایط ریسک گریزی (به عنوان مثال خریدار بیه) و سطح ریسک یا خطر (به عنوان مثال سطح مطالبات مشاهده شده) است. اگر ریسک گریزی در مشتریان با سطح ریسک پایین، بیشتر باشد، می‌توان کژگزینی را کاهش داد یا حتی معکوس کرد که این منجر به انتخاب‌های مساعد و سودمند می‌شود. به عنوان مثال شواهدی وجود دارد که نشان می‌دهد افراد سیگاری نسبت به غیر سیگاری‌ها تمایل بیشتری به انجام کارهای ریسکی دارند و این تمایل بیشتر در پذیرفتن ریسک، میزان خرید بیمه (احتمال خرید بیمه) را توسط افراد سیگاری کاهش می‌دهد. لازم است ذکر شود که از دیدگاه سیاست‌های عمومی جامعه، برخی از کژگزینی‌ها می‌تواند سودمند باشد، زیرا موجب می‌شود که درصد بیشتری از کل جمعیت آسیب‌پذیر جامعه تحت پوشش بیمه قرار گیرند.